# Херој рада Руске Федерације
Херој рада Руске Федерације (рус. Герои Труда Россиискои Федерации) је високо почасно звање у Руској Федерацији, установљено марта 2013. године. Додељује се грађанима Руске Федерације за посебне заслуге у раду према држави и народу, а у вези са постизању изванредних резултата у јавним, друштвеним и економским активностима које имају за циљ да се обезбеди добробит и просперитет Русије. До сада је ово почасно звање додељено 26 особа. Установљено је по узору на звање Хероја социјалистичког рада.
Као знак распознавања Хероја рада, добитницима почасног звања се додељује Медаља Хероја рада и почасна диплома „грамота”.

## Историјат
Награда је установљена од стране руског председника Владимира Путина 29. марта 2013. године, након потписивања председничког указа № 294 о установљењу одликовања. Ова награда је у народу виђена као наследник совјетског ордена Хероја социјалистичког рада.